# رايموند موير
رايموند موير (بالإنجليزية: Raymond Muir)‏ هو عسكري أمريكي، ولد في 5 يونيو 1897 في سومرفيل في الولايات المتحدة، وتوفي في 23 يونيو 1954 في واشنطن العاصمة في الولايات المتحدة بسبب سرطان الرئة.